# کاروی ژاک
کاروی ژاک (مجاری: Károly Zsák; ۳۰ اوت ۱۸۹۵ – ۲ نوامبر ۱۹۴۴) بازیکن فوتبال اهل مجارستان بود.
از باشگاه‌هایی که در آن بازی کرده‌است می‌توان به باشگاه فوتبال ام‌تی‌کی بوداپست اشاره کرد.